# Natarae (Ort)
Natarae ist ein osttimoresischer Ort im Suco Luculai (Verwaltungsamt Liquiçá, Gemeinde Liquiçá). Das Dorf besteht aus Weilern und einzelnen Häusern, die sich um die einzige Straße der Aldeia gruppieren, die sie von Norden nach Süden durchquert und dann nach Osten abbiegt. Das Ortszentrum befindet sich im Süden der Aldeia in einer Meereshöhe von 1102 m, an einem Hang des Fatumasins, dessen Gipfel im benachbarten Suco Darulete liegt.
Im Norden schließt sich das Dorf Luculai an. Im Osten führt die Straße nach Assorlema und im Süden nach Lebu-Ae.